# Щава (річка)
Щава (пол. Szczawa (dopływ Kamienicy)) — гірська річка в Польщі, у Лімановському повіті Малопольського воєводства. Ліва притока Камениці, (басейн Балтійського моря).

## Опис
Довжина річки 5,01 км, найкоротша відстань між витоком і гирлом — 3,87  км, коефіцієнт звивистості річки — 1,30. Формується безіменними потоками.

## Розташування
Бере початок на південно-східних схилах безіменної гори (860,3 м) на висоті 700,5 м над рівнем моря (гміна Камениця). Спочатку тече на південний схід, потім на південний захід і на висоті 500 м над рівнем моря на південній околиці села Щава впадає у річку Каменицю, ліву притоку Дунайця. Річка тече долиною Щави, по дві сторони якої розташовані гора Заповідниця (840 м) та безіменні гори.

## Цікаві факти
- Понад річкою пролягають туристичні шляхи, яки на мапі туристичній зазначені кольором: зеленим (Ландшафний заказник Могильниці — Заповідниця (840 м) — Ціхонь (895 м); червоним (Щава — Безіменна гора (820 м) — Камениця).[3]